# Enrico XIII di Reuss-Greiz
Enrico XIII di Reuss-Greiz (Greiz, 16 febbraio 1747 – Greiz, 29 gennaio 1817) fu Principe Sovrano di Reuss-Greiz dal 1800 fino alla sua morte.

## Biografia
Enrico XIII era figlio del Principe Enrico XI di Reuss-Greiz e della sua prima moglie, la Contessa Corradina di Reuss-Köstritz. Egli succedette al padre nella reggenza del Principato di Reuss-Greiz alla morte di questi, nel 1800.
Dopo il devasto della città di Greiz da parte di un incendio che la investì nel 1802, egli ripropose una nuova costruzione della città a partire dal 1809 in puro stile neoclassico, spostando anche la propria residenza dal castello superiore al castello inferiore, così da essere maggiormente a contatto con il popolo e con la vita sociale del Principato.
Enrico si distinse inoltre nel proprio servizio militare prestato all'Austria in qualità di Feldmaresciallo, al punto da essere considerato uno degli amici migliori dell'Imperatore Giuseppe II.
Enrico XIII aderì alla Confederazione del Reno nel 1815 e successivamente fu membro della Confederazione tedesca. Con il Congresso di Vienna iniziò una contesa tra il Principato ed il Regno di Sassonia, dalla quale uscì vincitore Enrico XIII che riuscì in tal modo ad aggiudicarsi anche il dominio delle città di Altgommla e Kühdorf.

## Matrimonio e figli
Il Principe Enrico XIII sposò la Principessa Luisa (1765-1837), figlia del Principe Carlo Cristiano di Nassau-Weilburg, il 9 gennaio 1786 a Kirchheimbolanden. Da questo matrimonio nacquero i seguenti eredi:
- Principe Enrico XVIII (1787-1787)
- un/a figlio/a di cui non ci è giunto il nome (1788-1788)
- Principe Enrico XIX (1790-1836), Principe di Reuss-Greiz
- Principe Enrico XX (1794-1859), Principe di Reuss-Greiz

## Fonti
- Friedrich Wilhelm Trebge, Spuren im Land, Hohenleuben, 2005.
- Thomas Gehrlein, Das Haus Reuß - Älterer und Jüngerer Linie, Börde Verlag 2006, ISBN 978-3-9810315-3-9